# Cyathea × smithiana
Cyathea × smithiana là một loài dương xỉ trong họ Cyatheaceae. Loài này được A. Rojas mô tả khoa học đầu tiên năm 2007.